# Маттерсбург (округ)

Картосхема Бургенланда. Аббревиатуры штатутарштадта Айзенштадт (E), штатутарштадта Руст (RU) и политических округов Бургенланда (Маттерсбург — MA).
NUTS-регионы Бургенланда:

## Административные подразделения
В административном отношении политический округ Маттерсбург поделён на 19 политических общин, включая одну городскую, пять ярмарочных и 13 сельских.

### Политические общины

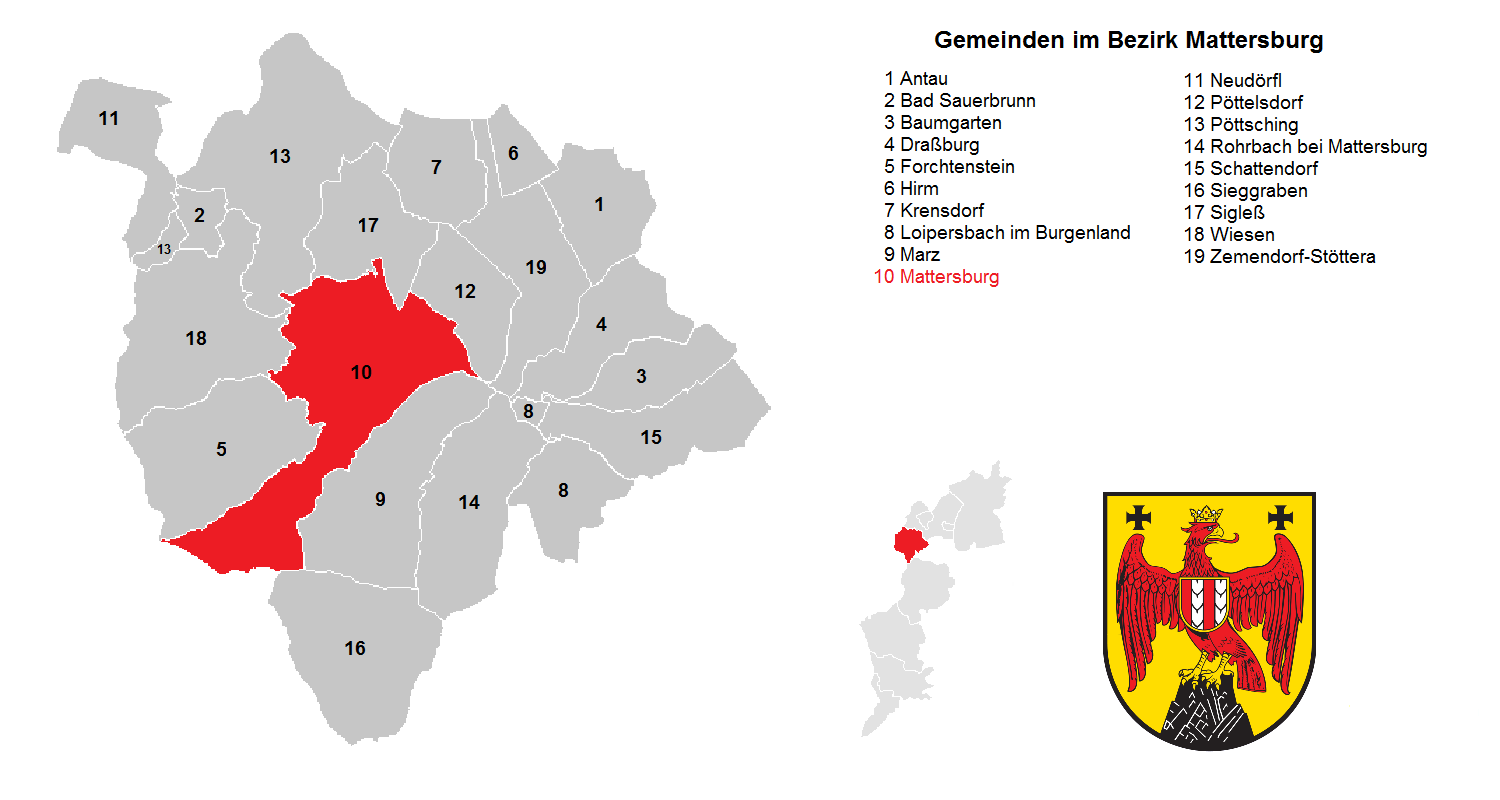
Политический округ Маттерсбург

1. Антау
2. Бад-Зауэрбрунн
3. Баумгартен
4. Визен
5. Драсбург
6. Зигграбен
7. Зиглес
8. Кренсдорф
9. Лойперсбах-им-Бургенланд
10. Марц
11. Маттерсбург
12. Нойдёрфль
13. Пёттельсдорф
14. Пётчинг
15. Рорбах-бай-Маттерсбург
16. Форхтенштайн
17. Хирм
18. Цемендорф-Штёттера
19. Шаттендорф

### Ортшафты (населённые пункты и поселения)
1. Антау
2. Бад-Зауэрбрунн
3. Баумгартен
4. Вальберсдорф
5. Визен
6. Драсбург
7. Зигграбен
8. Зиглес
9. Кренсдорф
10. Лойперсбах-им-Бургенланд
11. Марц
12. Маттерсбург
13. Нойдёрфль
14. Пёттельсдорф
15. Пётчинг
16. Рорбах-бай-Маттерсбург
17. Форхтенштайн
18. Хирм
19. Цемендорф
20. Шаттендорф
21. Штёттера

## Символы политических общин округа
Маттерсбург (нем. Bezirk Mattersburg) — округ в Австрии. Центр округа — город Маттерсбург. Округ входит в федеральную землю Бургенланд. Занимает площадь 237,84  км² (2001). Население 39 348 чел. (на 31 декабря 2014 года).